# Yichuan (Luoyang)
Yichuan  (en chino, 伊川; pinyin, Yīchuān) es un condado  bajo la administración directa de la Prefectura Luoyang en la Provincia de Henan, República Popular China.  Su área es de 1059 km² y su población total para 2010 superó los 750 mil habitantes. 

## Administración
Desde octubre de 2024, el  Condado Yichuan  se divide en 15 pueblos que se administran en 2 subdistritos,  12 poblados y 1 villa. 

## Toponimia
El topónimo Yichuan combina el nombre de dos importantes personajes.
Según los registros históricos, Yiyin (伊尹) político y consejero de la dinastía Shang, nació en la parte norte de un río local, por lo que el río luego se llamó Yi (伊河). Dicho río baña todo el condado, y en su travesía pasa por la tumba de Cheng Yichuan (程伊川) un destacado neoconfucianista de la dinastía Song, de ahí que la región lleve el nombre de Yi (por el río) y Chuan (por la tumba).